# 凪咲とザコシ
『凪咲とザコシ』（なぎさとザコシ）は、2022年4月6日（5日深夜）から9月28日（27日深夜）までテレビ朝日『バラバラ大作戦』枠（火曜第3部）で放送されていたバラエティ番組で、渋谷凪咲（NMB48）・ハリウッドザコシショウの冠番組である。2021年10月6日（5日深夜）から2022年3月23日（22日深夜）までの番組名は『〜凪咲と芸人〜マッチング』（なぎさとげいにん マッチング）。

## 概要
前身番組の『〜凪咲と芸人〜マッチング』は、お笑いスキルの高いアイドル・渋谷凪咲（NMB48）が、東京での相方を見つけ出すためのバラエティとなっていた。
2022年4月6日（5日深夜）より、同番組で最後のマッチングゲストだったハリウッドザコシショウが相方（レギュラーキャスト）に加わり、番組名も『凪咲とザコシ』へと改題してリニューアルした。リニューアル後は他のNMB48メンバー（1・2回のみOG）がナレーションを担当した。
同年9月28日（27日深夜）をもって、通算して1年での終了となった。

## 放送時間
- 毎週水曜 2:36 - 2:56（火曜深夜）
  - 2022年6月22日（21日深夜）は『世界水泳ブダペスト2022』競泳決勝の中継放送（0:50 - 3:15）のため、『凪咲とザコシ』は放送休止。

## 出演者

### レギュラーキャスト
- 渋谷凪咲（NMB48、2021年10月6日 - ）
- ハリウッドザコシショウ（2022年4月6日 - ）

### ゲスト
〜凪咲と芸人〜マッチング
- ダイアン - #1 - 4[5]
- 三四郎 - #5 - 8[6]
- 児嶋一哉（アンジャッシュ） - #9 - 12[7]
- 板倉俊之（インパルス） - #9 - 12[8]
- 真壁刀義 ※『バラバラ大選挙』SPで『新日ちゃんぴおん。』とのコラボレーションによるレスラーマッチングゲスト[9]。
- 本間朋晃 ※同上[9]。
- 高橋ヒロム ※同上[9]。
- おいでやす小田 ※上記3名のレスラーマッチングゲストのモニタリングゲストとして出演[10]。
- 三谷紬（テレビ朝日アナウンサー） ※同上
- 村上（マヂカルラブリー） - #13 - 16
- 近藤春菜（ハリセンボン） - #13 - 16
- 蛙亭 - #17 - 20
- ロッシー（野性爆弾） - #21 - 23[11]
- ハリウッドザコシショウ - #21 - 23[11]

凪咲とザコシ
- 森本晋太郎（トンツカタン） - #1 - 4[3]
- 昴生（ミキ） - #5 - 6
- あんり（ぼる塾） - #7 - 8
- むらせ - #9・16[注 1]
- シンディー - #9 - 10
- あいきけんた - #9
- Gたかし - #9・19[注 1]
- 濱田がっく岳 - #9
- 二木大輔 - #9
- 成田悠輔 - #10
- 向井慧（パンサー） - #11 - 12
- 津田篤宏（ダイアン） - #13 - 14
- 土平ドンペイ - #14
- 岡下雅典（THIS IS パン） - #14
- おいでやす小田 - #15 - 16
- クロちゃん（安田大サーカス） - #17 - 18
- 吉村崇（平成ノブシコブシ） - #19 - 20
- だーりんず - #19 ※番組イベントが行われたSUMMER STATION LIVEアリーナから「ザコシのどこでもタイガーステップ」に出演。
- 春日俊彰（オードリー） - #21 - 22
- ケンドーコバヤシ - #23 - 24

### ナレーション
凪咲とザコシ
※ナレーションは放送時点でのNMB48メンバー（同グループOGの三田以外）が担当。
- 三田麻央 - #1 - 2
- 小嶋花梨 - #3 - 4
- 上西怜 - #5 - 6
- 坂田心咲 - #7
- 坂下真心 - #8
- 前田令子 - #9 - 10
- 塩月希依音 - #11 - 12
- 川上千尋 - #13 - 14
- 安部若菜 - #15 - 16
- 平山真衣 - #17 - 18
- 出口結菜 - #19 - 20
- 貞野遥香 - #21 - 22
- 佐月愛果 - #23 - 24

## ミニコーナー
ザコシor凪咲の誇張モノマネBIRTHDAY
ザコシのどこでもタイガーステップ
凪咲の15秒チャレンジ
なぎさの10秒人生相談→なぎさの一言人生相談
今週のラッキーアイテム
ナギザコ劇場
凪咲の小部屋
ナギザコラジオ
本当にあったちょげい話

## 使用BGM
〜凪咲と芸人〜マッチング
- 松田聖子「白いパラソル」
- 松田聖子「夏の扉」
- 中森明菜「1/2の神話」
- Ms.OOJA「真夜中のドア〜Stay With Me」
- NMB48「恋と愛のその間には」 - #19 - 20

凪咲とザコシ
- PUFFY「渚にまつわるエトセトラ」
- 松田聖子「レモネードの夏」
- スティーヴィー・ワンダー「Happy Birthday」 - ザコシor凪咲の誇張モノマネBIRTHDAY
- 新田洋 / スクールメイツ「行け!タイガーマスク」 - ザコシのどこでもタイガーステップ
- WANIMA「やってみよう」 - 凪咲の15秒チャレンジ
- ダウン・タウン・ブギウギ・バンド「港のヨーコ・ヨコハマ・ヨコスカ」 - なぎさの10秒人生相談→なぎさの一言人生相談
- 水谷広実「ほんとにあった怖い話 テーマ曲」 - 本当にあったちょげい話

## テーマ曲

### オープニングテーマ
〜凪咲と芸人〜マッチング
- 松田聖子「渚のバルコニー」

凪咲とザコシ
- マハラージャン「セーラ☆ムン太郎」

### エンディングテーマ
〜凪咲と芸人〜マッチング
- stellafia「nihil」（2021年11月度）
- PARIS on the City!「林檎79号線」（同年12月度）
- 灰色ロジック「yellowtail」（2022年1月度）
- ammo「不気味ちゃん」（同年2月度）
- 山本雅也「HEROを描いて」（同年3月度）

凪咲とザコシ
- BBガールズ「のら猫は一生懸命」（同年4月度）
- 7セグメント「Harmony」（同年5月度）
- 伊藤さくら「Hold on me」（同年6月度）
- TETORA「ズレてる」（同年7月度）
- Blue you「ファッションドールティーンエイジャー」（同年8月度）
- フジタカコ「天国」（同年9月度）

## スタッフ
凪咲とザコシ
- 構成：渡部祐輝、阿部快飛
- CAM：野中康弘（#1 - 4）、福岡利浩（#5 - 8）、北條英樹（#9 - 12・25）、矢田部修（#13 - 20）、縄誠幸（#21 - 24）
- VE：小笹直樹（#1 - 4・9 - 12・25）、松尾秀俊（#5 - 8）、永沼咲優（#13 - 16）、霜﨑愛実（#17 - 20）、小林寿恵（#21 - 24）
- 照明：竹内未来（#17 - 20・25）、小倉康裕（#21 - 24）
- 美術進行：関口千尋（#1 - 4）、吉村純子（#5 - 8）、池田彩乃（#9 - 25）
- ヘアメイク：川口カツラ店、Nico
- 美術協力：tv asahi create
- 編集：井上滋（#1 - 6・9 - 14・17 - 25）、関菜摘（#7 - 8・15 - 16）
- MA：松原大地
- CG：マコ
- 音効：川田諒
- 編成：宇喜多宏美、泉良樹
- 宣伝：堀場綾技子、石田京子
- デスク：奥田利加子
- 協力：TV ΛSΛHI MUSIC、山岡真弥（#10・25）
- カラオケ音源協力：DAM・第一興商（#9のみ）
- 技術協力：港家（#1 - 4・9 - 25）、BULL BULL（#5 - 8）、テレテック（#17 - 25）、TSP
- 制作協力：花組
- AD：上原翔、寺井沙帆（#1 - 14）、戸澤俊、田中紗里衣（戸澤・田中→#5 - 25）
- AP：宮﨑浩子、酒井瑞希、福田桃子（#13 - 25）
- ディレクター：俵木花純、甲斐将之、中村雄大
- 演出：小杉賢
- プロデューサー：高橋佑輔、牛嶋創一、勝木拓郎
- ゼネラルプロデューサー：寺田伸也
- 制作：テレビ朝日ソリューション本部コンテンツ編成局第1制作部
- 制作著作：テレビ朝日

〜凪咲と芸人〜マッチング
- ナレーター：野村真季（テレビ朝日アナウンサー）
- 構成：渡部祐輝、阿部快飛
- CAM：髙橋勇士
- VE：鈴木一篤
- 美術進行：関口千尋
- メイク：川口カツラ店
- 美術協力：tv asahi create
- 編集：田中良枝
- MA：松原大地
- CG：マコ
- 音効：川田諒
- 編成：宇喜多宏美、泉良樹
- 宣伝：堀場綾技子、石田京子
- デスク：奥田利加子
- 技術協力：港家、TSP
- 制作協力：花組
- AD：上原翔、永縄瑠衣
- AP：宮﨑浩子
- ディレクター：中村雄大、甲斐将之、俵木花純
- 演出：小杉賢
- プロデューサー：高橋佑輔、牛嶋創一、勝木拓郎
- ゼネラルプロデューサー：寺田伸也
- 制作：テレビ朝日ソリューション本部コンテンツ編成局第1制作部
- 制作著作：テレビ朝日

## ネット局
| 放送対象地域 | 放送局                   | 系列           | 放送時間                     | 放送期間                      | ネット状況 |
| ------------ | ------------------------ | -------------- | ---------------------------- | ----------------------------- | ---------- |
| 関東広域圏   | テレビ朝日（EX）         | テレビ朝日系列 | 水曜 2:36 - 2:56（火曜深夜） | 2021年10月6日 - 2022年9月28日 | 【制作局】 |
| 広島県       | 広島ホームテレビ（HOME） | テレビ朝日系列 | 土曜（不定期）               | 2021年10月23日 - 不明         | 遅れネット |
| 福島県       | 福島放送（KFB）          | テレビ朝日系列 | 日曜 0:35 - 0:55（土曜深夜） | 2022年4月2日 - 2022年9月25日  | 遅れネット |